# Афера Томаса Крауна (фильм, 1999)
«Афе́ра То́маса Кра́уна» (англ. The Thomas Crown Affair) — американский художественный фильм в жанре детектива 1999 года, поставленный режиссёром Джоном Мактирнаном как ремейк одноимённого фильма 1968 года.

## Сюжет
Мультимиллионер Томас Краун, пресыщенный финансист, от скуки планирует и блестяще организует похищение из Нью-Йоркского музея Метрополитен картины «Сан-Джорджо-Маджоре в сумерках» знаменитого французского художника Клода Моне. Используя для отвлечения охраны наёмников-воров, завербованных в Румынии, он оставляет их в руках полиции, а сам, воспользовавшись суматохой, прячет и выносит картину.
Страховой детектив Кэтрин Бэннинг по заказу страховщиков из Швейцарии, не слишком обрадованных перспективой многомиллионных выплат по украденному шедевру, подключается к полицейскому расследованию и жаждет поймать преступника. После тщательного изучения данных досье и беседы с пойманным подставным воришкой, ранее отказавшимся от дачи показаний, Кэтрин не может согласиться с уже готовой версией лейтенанта Маккэнна. Ей становится ясно, что воришка и его сообщники — лишь марионетки в чьей-то тонкой и изобретательной игре.
В процессе опроса свидетелей кражи она знакомится с Крауном и начинает его, поначалу лишь интуитивно, подозревать. Она не может предъявить миллионеру практически ничего и начинает искать встреч с Крауном в светском обществе в надежде на то, что сама сможет найти похищенную и застрахованную у её клиентов картину или что Краун, хотя бы вскользь, ненароком, чем-то выдаст себя и предоставит ей шанс. Но, как вскоре выясняется после знакомства, вовсе не Кэтрин играет с Крауном — Краун играет с Кэтрин!
Томас прекрасно понимает профессиональную цель встречи с ним, однако это лишь подогревает интерес Крауна к ещё недавно совсем неизвестной ему женщине, вспыхнувший при первом знакомстве на презентации картины, переданной Крауном музею «Метрополитен» из личной коллекции для экспонирования вместо похищенного шедевра.
При новом свидании Томас предоставляет Кэтрин возможность «незаметно» украсть ключи из его пальто и обыскать свой дом; он даже позволяет найти спрятанную в тайнике украденную картину. Впрочем, совсем скоро при проверке подлинности произведения Кэтрин с коллегами находит под пейзажем картину-призрак. Реплика на известную живописную серию — «Собаки играют в покер» Кассия Кулиджа оказывается лишь очередной шуткой Крауна, прекрасно осведомлённого о том, кто и в чём его давно подозревает.
«Где сейчас этот мешок дерьма?» — спрашивает Кэтрин у коллег. Краун оказывается на балу, причём в изящно модифицированном смокинге с расстёгнутой верхней пуговицей рубашки и развязанным галстуком-бабочкой. Но если в начале Кэтрин не испытывает ничего, кроме желания вывести чересчур далеко зашедшего мошенника на чистую воду, то со временем Краун начинает ей, как минимум, нравиться. Только того и добивавшийся Краун не прочь ответить Кэтрин взаимностью, а заодно почти открыто предлагает Бэннинг двойную цену её гонорара за отказ от своих профессиональных намерений. Кэтрин вроде как в шутку соглашается, но уже понимает, что не в силах не связать свою жизнь с Крауном.
Однако вскоре в полиции Бэннинг, вполне готовая от всего отказаться ради Томаса, неожиданно видит снимки Крауна с другой женщиной — некой Анной Кнутсен. В порыве ревности Кэтрин врывается в дом своего милого друга, чудака-миллионера, и застаёт эту парочку за упаковкой чемоданов. На вспыхнувший порыв ярости Кэтрин Краун парирует, что Анна — всего лишь работающая на него сотрудница. Впрочем, какую конкретно работу она выполняет для Томаса, он умалчивает. Когда же Кэтрин в слезах убегает из дома, Краун догоняет её и обещает, что завтра сам вернёт пресловутую картину в музей, а потом будет ждать Кэтрин на вертолётной площадке, откуда они улетят вместе. Бэннинг разрывается между уже нешуточными чувствами к Крауну и отнюдь не альтруистическим профессиональным долгом.
На следующий день в музее «Метрополитен» устанавливается грандиозная слежка. У нескольких десятков сотрудников полиции есть чёткое указание от начальства: стоит лишь появиться Крауну — немедленно арестовать его вместе с картиной. Наблюдающая с коллегами из укрытия за ходом спецоперации Кэтрин никак не может понять, правильно ли она поступила, проинформировав полицию о затее своего друга, как вдруг прямо в штаб ей приносят досье той самой Анны, которую она встретила в доме Крауна. Из досье Бэннинг узнаёт, что Анна — дочь крупного авторитетного специалиста по подделке Моне, повторившая и превзошедшая подвиги основателя трудовой династии. И что Краун лишь нежно заботится о щедро одарённой природой молодой художнице необычного жанра, пока её талантливейший отец коротает дни в тюрьме. Неожиданно в длинном пальто, в шляпе и с кейсом в вестибюле музея появляется сам Томас. В чётком соответствии внешнего облика с одной из экспонирующихся картин — «Сын человеческий» Рене Магритта, якобы написанной с самого Томаса Крауна. Он нарочито несколько раз поворачивается перед камерой видеонаблюдения при входе в здание, демонстрируя себя собравшемуся полицейскому коллективу. Затем неторопливо направляется через весь музей к залу, где ранее висела похищенная им же картина.
Когда же полиция уже начинает выдвигаться на исходные позиции для захвата Томаса, по всему музею десятки мужчин в одинаковых пальто почти синхронно надевают шляпы-котелки, как у Крауна, и разбредаются по залам, переходам и лестницам. Кэтрин наблюдает за всем этим действием по мониторам видеонаблюдения из штаба операции. Её страх за последствия своего поступка постепенно сменяется изумлением, смешанным с восторгом. Тем временем Томас, выбросивший чёрное пальто с котелком и оставшийся в жёлтом пиджаке, очень ярком и заметном, но совершенно не похожем на первоначальный образ, объявленный в розыск, имитирует пожар и задымление в зале Моне, после чего незамеченным покидает здание музея.
Полиция не может поймать героя из-за огромного количества людей, одетых в точности как он. Одновременно срабатывает пожарная сигнализация, и противопожарная система заливает водой зал Моне. Для защиты от воды картины автоматически закрываются защитными роллетами. Лишь одна из них — та самая, которую Краун в самом начале фильма в знак доброй воли мецената предоставил музею из собственной коллекции для экспонирования вместо похищенного шедевра, попадает под струи воды — роллеты оказались заклинены заложенными в пазы карандашами с надписью Crown Acquisitions. Краска на водной основе смывается, под ней проявляется подлинник Моне. Правда, когда роллеты открываются, обнаруживается пропажа другой картины Моне, той самой, которая во время одного из свиданий в музее с Крауном понравилась Кэтрин. И снова никто не может понять, как это было сделано.
Кэтрин осознаёт — Краун украл картину просто от скуки, ради забавы, и вернул её под видом другой уже через два дня после похищения. А та девушка, Анна Кнутсен, и была художником, написавшим акварельную копию поверх подлинного шедевра Моне. Что касается вновь похищенной картины — она застрахована другой фирмой и не заботит Кэтрин, понявшую, что Томас Краун не преступник и картине ничто не угрожает. Лейтенанта Маккэнна он тоже не слишком заботит — у него в производстве несколько дел об убийствах и изнасилованиях, и поиск раскрашенного куска холста, интересующего на всём белом свете лишь горстку толстосумов, не кажется ему первоочередной задачей. Лейтенант, улыбаясь, просит Кэтрин «передать привет».
Кэтрин смотрит на часы и понимает, что ещё успевает к Томасу. Она прибегает на вертолётную площадку, но там её — в чёрном пальто и котелке — ждёт лишь один из музейных двойников Крауна, который вежливо сообщает: «Мистер Краун улетел, но просил передать вам это» и вручает ей папку с украденной «для неё» картиной.
Бэннинг понимает, что всё кончено; грустная, она улетает из Нью-Йорка, впрочем, предварительно организовав пересылку украденной и подаренной ей Крауном картины в полицейское управление Нью-Йорка.
Уже в самолёте, вылетевшем в Париж, Кэтрин рыдает по потерянному для неё навсегда Томасу. Неожиданно пассажир сзади передаёт ей платок и просит не плакать. Кэтрин оборачивается, видит Крауна и, мгновенно перейдя от отчаяния к счастливой ярости, бросается на него с кулаками прямо через спинку кресла. Фильм заканчивается поцелуем и обещанием Кэтрин переломать Крауну руки, если он вытворит ещё раз хоть что-нибудь подобное.

## В ролях
| Актёр          | Роль                                  |
| -------------- | ------------------------------------- |
| Пирс Броснан   | Томас Краун , финансист               |
| Рене Руссо     | Кэтрин Бэнинг , страховой следователь |
| Денис Лири     | лейтенант Майкл Маккэнн               |
| Бен Газзара    | Андрю Уоласс , адвокат Томаса Крауна  |
| Фрэнки Фэйсон  | детектив Паретти                      |
| Фэй Данауэй    | психоаналитик                         |
| Эстер Каньядас | Анна Кнутсен, Анна Кнутсхорн          |

## Производство
Режиссёр Джоном Мактирнаном пытался получить разрешение на съёмки в нью-йоркском музее «Метрополитен», но получил вежливый отказ, поэтому картина снималась в специально построенных павильонах. Как заявил представитель музея, отказ был вызван тем, что система безопасности музея не имеет ничего общего с показанной в фильме.
Репродукции картин, представленных в экспозиции, были выполнены реставрационно-копийной мастерской Troubetzkoy Gallery. Первоначально в сценарии фильма в качестве предмета похищения фигурировала картина Сезанна, однако президент компании Troubetzkoy Gallery Кристофер Уорнер Мор убедил кинематографистов, что картина Моне предпочтительней, поскольку её цветовая гамма больше подходит для съёмок, а меньший размер — для кражи.
Пирс Броснан, который выступил в фильме не только исполнителем одной из главных ролей, но и продюсером, признался, что с подросткового возраста обожал оригинальный фильм 1968 года. И для него великой честью было, когда Фэй Данауэй согласилась исполнить одну из ролей в его фильме.

## Картины из фильма и их истинное местонахождение
Картины, появившиеся в фильме, копии которых были предоставлены компанией «Картины Трубецкого» в Нью-Йорке:
- «Сан-Джорджо Маджоре в сумерках», Клод Моне. Национальной музей и картинная галерея в Кардиффе, Уэльс.
- «Стога» («Wheatstacks»), Клод Моне. Музей Гетти, Лос-Анджелес.
- «Полдень: отдохнуть от работы (После Милле)», Винсент ван Гог. Оригинал — Музей Орсе, Париж, Франция.
- «Сад художника по адресу Эрани», Камиль Писсарро. Метрополитен-музей, Нью-Йорк.
- «Сын человеческий», Рене Магритт. Музей Магритта, Мадрид.
- «Берега Сены в Аржантее», Эдуар Мане. Галерея Института искусства Курто, Лондон.
- Живопись в стиле серии Кассия Кулиджа «Собаки играют в покер», но это, тем не менее, не работа самого Кулиджа.

## Кассовые сборы
Фильм собрал в прокате 69 305 181 доллар в кассах Соединенных Штатов и ещё 55 млн долларов за рубежом. Общая сумма сборов во всем мире превысила 124 млн долларов.

## Критика
Фильм получил в целом положительные отзывы от критиков. На основании 102 обзоров, собранных на сайте-агрегаторе Rotten Tomatoes, фильм обрёл общий рейтинг одобрения от критиков 70 % со средним баллом 6,4 из 10.
Американский кинокритик Кеннет Туран в статье «Просто назовите это Аферой Рене Руссо» (англ. Just Call It the Rene Russo Affair), опубликованной в Los Angeles Times, особо отметил заслугу исполнительницы роли главной героини в оглушительном успехе ленты.